# Strzebielino
Strzebielino (kaszb. Strzebielëno) – wieś kaszubska w Polsce, położona w województwie pomorskim, w powiecie wejherowskim, w gminie Łęczyce, w pradolinie Łeby, na wschodnim skraju Puszczy Wierzchucińskiej.
Przez miejscowość przebiega droga wojewódzka nr 468, natomiast od południa omija ją droga ekspresowa S6. Kolejowy ruch pasażerski jest obsługiwany przez stację Strzebielino Morskie (od niedawna także przez trójmiejską SKM).
Wieś szlachecka położona była w II połowie XVI wieku w powiecie mirachowskim województwa pomorskiego. W latach 1975–1998 miejscowość administracyjnie należała do województwa gdańskiego; obecnie to teren województwa pomorskiego.
W miejscowości znajduje się parafia rzymskokatolicka, należąca do dekanatu Luzino, archidiecezji gdańskiej.

## Integralne części wsi.
| SIMC    | Nazwa                | Rodzaj |
| ------- | -------------------- | ------ |
| 0167467 | Strzebielino-Osiedle | osada  |
| 0167473 | Strzebielińska Piła  | osada  |

## Historia
Dobra rycerskie u źródeł rzeki Redy. Od 1381 dobra należały do wójtostwa (starostwa) mirachowskiego. Obszerną notę historyczną miejscowości podaje SgKP z roku 1890. Podczas zaboru pruskiego wieś nosiła nazwę niemiecką Strebielin. Podczas okupacji niemieckiej nazwa Strebielin w 1942 została przez nazistowskich propagandystów niemieckich (w ramach szerokiej akcji odkaszubiania i odpolszczania nazw niemieckiego lebensraumu) zweryfikowana jako zbyt kaszubska i przemianowana na nowo wymyśloną i bardziej niemiecką – Stromeck, którą w 1943 roku po raz kolejny zmieniono na Strebelsdorf.

### Lotnisko w Strzebielinie
W 1940 na terenie Strzebielina utworzono lotnisko na potrzeby szkolenia pilotów Luftwaffe. W nocy 21 października 1943 na terenie lotniska miała miejsce akcja żołnierzy TOW „Gryf Pomorski” zakończona przejęciem około 70 karabinów i pistoletów, skrzyń z amunicją, granatów, min, trotylu itp. Dodatkowo partyzanci uszkodzili 6 samolotów szkolno-treningowych. Po wojnie lotnisko zostało przejęte przez Aeroklub Gdański, na którego terenie stacjonowały samoloty PO-2 oraz szybowce SG-38. Po dwóch ucieczkach pilotów na Bornholm i do Szwecji w latach 1948 i 1950 praktycznie cała działalność aeroklubu została zawieszona, a cały sprzęt został przebazowany na lotnisko w Strzebielinie. W 1962 tereny lotniska zostały przekazane na cele rolnicze.

## Ludność
Według danych na dzień 24 listopada 2014 roku sołectwo Strzebielino zamieszkuje 354 mężczyzn i 337 kobiet a Strzebielino-Osiedle 1144 mężczyzn i 1126 kobiet na powierzchni 17,99 km².